# Канаевка (Пензенская область)
Кана́евка — село в Городищенском районе Пензенской области России. Административный центр Канаевского сельсовета.

## География
Село находится в восточной части Пензенской области, в лесостепной зоне, к северу от реки Сура, на расстоянии примерно 18 км (по прямой) к юго-западу от Городища, административного центра района. Абсолютная высота — 173 м над уровнем моря.
Климат
Климат характеризуется как континентальный, с холодной зимой и жарким летом. Среднегодовая температура — 3,1 °C. Средняя температура воздуха самого холодного месяца (января) составляет −12,9 °C; самого тёплого месяца (июля) — 19 °C. Годовое количество атмосферных осадков — 673 мм, из которых 415 мм выпадает в период с апреля по октябрь. Снежный покров держится в среднем 146 дней.

## Население
| 1748  | 1782  | 1864  | 1877  | 1897  | 1911  | 1926  |
| ----- | ----- | ----- | ----- | ----- | ----- | ----- |
| 980   | ↗1158 | ↗2010 | ↗2384 | ↗3216 | ↗4056 | ↗4314 |
| 1930  | 1939  | 1959  | 1970  | 1979  | 1989  | 1998  |
| ↗4572 | ↘4109 | ↘3910 | ↘3512 | ↘3045 | ↘2380 | ↘2178 |
| 2002  | 2010  |       |       |       |       |       |
| ↘1946 | ↘1749 |       |       |       |       |       |

Половой состав
По данным Всероссийской переписи населения 2010 года, в гендерной структуре населения мужчины составляли 43,7 %, женщины — соответственно 56,3 %.
Национальный состав
Согласно результатам переписи 2002 года, в национальной структуре населения русские составляли 95 % из 1946 чел.